# Übersetzungsgerechtes Schreiben
Übersetzungsgerechtes Schreiben bezeichnet die Berücksichtigung einer späteren Übersetzung schon bei der Erstellung des Ausgangsdokuments, um mögliche Übersetzungsprobleme zu vermeiden.
Zum übersetzungsgerechten Schreiben gehören neben Verständlichkeit und Konsistenz des Ausgangstextes insbesondere die Kenntnisse über die eingesetzten maschinellen Übersetzungswerkzeuge. Je besser ein Text auf eine automatisierte Verarbeitung zugeschnitten ist, desto schneller, preiswerter, besser und einheitlicher wird eine Übersetzung in eine andere Sprache erfolgen können.

## Gründe für übersetzungsgerechtes Schreiben
Die meisten heute verfassten technischen Dokumente werden aufgrund der Internationalisierung der Märkte in mehrere Sprachen übersetzt. Gründe für die Übersetzung technischer Dokumentationen sind
- die Forderung nach technischen Dokumentationen in der Muttersprache der Zielgruppen,
- die Produkthaftungsbestimmungen in den Ländern der Zielgruppen,
- Marketing-Aspekte, da eine bessere Verständlichkeit der Produkte zu einer höheren Akzeptanz bei den Anwendern führt.

Es besteht ein deutlicher Handlungsbedarf, technische Dokumente den internationalen Gegebenheiten anzupassen, da Sprachprobleme reale und messbare Konsequenzen hervorrufen können, etwa Rechtsstreitigkeiten zur Produkthaftung, wie sie vor allem aus den USA bekannt sind. Aber auch weniger medienwirksame Folgen von Übersetzungsproblemen sind ernst zu nehmen. Technische Dokumentationen, die ohne internationale Ausrichtung verfasst worden sind, bedingen häufig
- einen hohen Aufwand für den Übersetzer, um den Sachverhalt zu verstehen,
- erhöhte Übersetzungs- und Lokalisierungskosten durch aufwändige Korrekturen oder sogar substanzielle Änderungen in den Quelldokumenten.

Schließlich bewirkt eine nicht übersetzungsgerechte Dokumentation eine Abnahme der Übersetzungsqualität, was oftmals noch durch zu enge Zeitpläne verschärft wird: Kaum einhaltbare Zeitvorgaben verhindern zeitintensive Recherchearbeit oder Korrekturen durch den Übersetzer, wie sie durch schlechte Qualität der Ausgangsdokumente nötig werden können.
Viele der genannten Probleme können durch ein übersetzungsgerechtes Schreiben bereits im Vorfeld vermieden werden. So hält eine leichtere Verständlichkeit des Textes nicht nur den Rechercheaufwand für den Übersetzer gering, sondern hat auch positive Auswirkungen für das dokumentierte Produkt.
Darüber hinaus unterstützen übersetzungsgerechte Ausgangsdokumente den effizienten Einsatz computergestützter Übersetzungswerkzeuge, etwa Translation-Memory-Systeme (TMS). Nicht zuletzt dadurch werden die Durchlaufzeiten zur Erstellung mehrsprachiger technischer Dokumentationen erheblich verkürzt.
Eine übersetzungsgerechte Dokumentation reduziert also nicht nur den Übersetzungsaufwand, sondern auch die inhaltlichen Fehler und die Gesamtkosten.

## Der Übersetzungsprozess
Zum Verständnis übersetzungsgerechten Schreibens ist auch ein grundlegendes Verständnis des Übersetzungsprozesses erforderlich.
Der Übersetzungsprozess beginnt nicht erst mit der Übergabe der Dokumente an das Übersetzungsbüro, sondern bereits mit der Erstellung der technischen Dokumentation. Der Prozess kann in die Teilschritte Internationalisierung, Lokalisierung und Nachbearbeitung unterteilt werden, für die der technische Redakteur zuständig ist.
Mit einer Internationalisierung soll erreicht werden, dass ein Dokument bereits im Entstehungsprozess möglichst kulturneutral formuliert und gestaltet wird. Dazu zählen Formalien, wie z. B. die landesübliche Anrede, sowie die Verwendung kulturneutraler nonverbaler Mittel, wie international verständlicher Piktogramme. Eine spätere Anpassung eines solchen Dokumentes an die Gegebenheiten des Ziellandes kommt dadurch mit einem geringeren Aufwand aus. Die Internationalisierung ist in diesem Sinne der erste Schritt des übersetzungsgerechten Schreibens.
Der nächste Schritt, die Lokalisierung, erfolgt in enger Zusammenarbeit zwischen Übersetzer und technischem Redakteur. Dieser Arbeitsschritt beinhaltet die Anpassung der Dokumentation an die Gegebenheiten des Ziellandes. Man kann hier zwischen einer sogenannten Oberflächenlokalisierung und einer Tiefenlokalisierung unterscheiden. Bei der Oberflächenlokalisierung findet lediglich eine Anpassung von Sprache, Währungen und Einheiten (inkl. Umrechnung) statt. Bei der Tiefenlokalisierung werden zudem kulturelle Aspekte berücksichtigt, und es wird verstärkt zielgruppengerecht übersetzt. Ein Beispiel für die zielgruppengerechte Lokalisierung ist, dass auch ein in britischem Englisch verfasster Text für die Verwendung in den USA lokalisiert werden muss, um dort die Benutzer anzusprechen (z. B. Orthografie: colour vs. color etc.).
Die Nachbearbeitung umfasst schließlich die Kontrolle und gegebenenfalls die Anpassung und Korrektur des lokalisierten Textes im Layout des Enddokuments.

## Computergestützte Übersetzungswerkzeuge
Der Übersetzungsprozess kann maßgeblich durch computerunterstützte Übersetzungswerkzeuge unterstützt werden. Häufig werden Translation-Memory-Systeme eingesetzt, die einen neuen Ausgangstext mit bereits vorliegenden Übersetzungen vergleichen und Übereinstimmungen von Sätzen und Formulierungen so weit wie möglich identifizieren. Satzteile bis hin zu Textblöcken können als „bereits übersetzt“ oder „teilweise übersetzt“ erkannt und entsprechend schneller bearbeitet werden. TMS arbeiten auf Grundlage von gespeicherten Segment-(Satz-)Paaren und Terminologiedatenbanken, die nicht auf einzelne Wörter beschränkt sind und auch in komplexen Sätzen nach Übereinstimmungen suchen können.
Programme für die maschinelle Übersetzung (MÜ) werden für eine automatische Übersetzung von Texten eingesetzt (siehe auch Liste von maschinellen Übersetzern).
Unter Beachtung bestimmter Vorgaben sind maschinelle Übersetzungswerkzeuge als effiziente Hilfsmittel in der Übersetzung einsetzbar. Insbesondere TMS werden sehr erfolgreich eingesetzt.

### Wissen über Übersetzungswerkzeuge
Wer technische Dokumente übersetzungsgerecht erstellen will, sollte auch Wissen über die Werkzeuge des Übersetzers mitbringen. So bestimmen die Kenntnisse des technischen Redakteurs über die Arbeitsweise von Übersetzungssystemen die Qualität der Dokumentation in der Zielsprache mit.
Der erste Schritt ist die terminologische Konsistenz der Texte. So sollte beispielsweise bindend festgelegt werden, ob Komposita zusammengeschrieben oder durch einen Bindestrich getrennt werden. Für ein effizientes Arbeiten mit TMS ist weiterhin eine konsistente Verwendung von Formatvorlagen wichtig, um die Trefferwahrscheinlichkeit zu erhöhen und die Nacharbeit möglichst gering zu halten. Ebenso ist die Einhaltung von Konventionen in der Textdarstellung für den Übersetzer bei der Arbeit mit TMS sehr hilfreich.
Indexmarken unterteilen in TMS Segmente und können die Identifikation von übereinstimmenden Segmenten verhindern. Dasselbe gilt für Grafiken, die innerhalb eines Satzes platziert sind. Textmarken sollten also nach Möglichkeit am Satzanfang oder am Satzende gesetzt werden, Grafiken sind als Marginalie außerhalb des Textes am besten platziert.

## Kontrollierte Sprache
Als kontrollierte Sprache wird häufig eine durch bestimmte Regeln eingeschränkte Sprache bezeichnet. Merkmale sind zum einen ein reduzierter Wortschatz und zum anderen die Anwendung eines ausgewählten Bereichs der Grammatik. Ein einheitliches sprachliches Regelwerk als Basis könnte folgende Rahmenbedingungen vorgeben:
- Festlegen logischer Reihenfolgen für Textbausteine,
- Handlungsaufforderungen in zeitlich richtiger Abfolge,
- vorgegebene Satzstrukturen und Satzbaupläne für untergeordnete Textsorten.

Ähnlich wie bei Programmiersprachen sollte der technische Redakteur versuchen, seine Texte nach klaren Strukturen und grammatischen Regeln aufzubauen. Das bedeutet zum Beispiel, dass Kausalsätze immer nach dem gleichen Schema gestaltet werden sollten. Genauso sollten Überschriften einheitlich formuliert werden, also entweder nominal („Öffnen der Motorhaube“) oder verbal („Motorhaube öffnen“).
Die Verwendung einer kontrollierten Sprache hat folgende Vorteile:
- Dokumente sind leichter lesbar und verständlich.
- Teilbereiche des Lektorats lassen sich automatisieren.
- Mehrdeutigkeiten lassen sich reduzieren.
- Terminologie und Stil der Dokumente wird konsistenter, auch bei Bearbeitung durch verschiedene Autoren.
- Texte lassen sich in Content-Management-Systemen besser wiederverwenden.
- Maschinelle Übersetzungssysteme können Texte besser analysieren und liefern bessere Übersetzungsqualität.
- Übersetzungsspeichersysteme erreichen höhere Vorübersetzungsquoten, sodass die Übersetzungskosten erheblich reduziert werden.

Insbesondere im Hinblick auf den Einsatz von Translation-Memory-Systemen oder Maschinellen Übersetzungssystemen kann die Erstellung technischer Dokumente in einer kontrollierten Sprache Kosten, Zeitaufwand und Fehlerquellen reduzieren.

## Regelvorschläge
Regeln, nach denen technische Dokumente im Hinblick auf übersetzungsgerechtes Schreiben verfasst werden sollten, lassen sich wie folgt zusammenfassen:
- eine festgelegte Bedeutung für jedes Wort,
- keine Verwendung von Synonymen,
- neue Begriffe und Abkürzungen erläutern,
- keine Füllwörter,
- keine komplexen Satzstrukturen,
- direkte Aufforderungen durch Satzbau unterstützen,
- logische Reihenfolge einhalten (erst Ursache, dann Wirkung),
- Tempus: Präsens,
- pro Satz eine Handlungsaufforderung,
- kulturneutrale Illustrationen einsetzen.

## Computerunterstützung für übersetzungsgerechtes Schreiben
Für den technischen Redakteur gibt es Werkzeuge, die den Prozess des übersetzungsgerechten Schreibens wirksam unterstützen.
Zum einen können diese Werkzeuge oder Systeme auf computerlinguistischen Methoden basieren. Sie prüfen den Text nach Regeln der kontrollierten Sprache, allgemeinen linguistischen Regeln oder individuellen Regeln. Dabei werden Rechtschreibung, Grammatik, Terminologie und Schreibstil geprüft. Dem Autor wird – wenn möglich – eine Korrektur vorgeschlagen.
Zum anderen arbeiten solche Systeme ähnlich wie Übersetzungsspeicher, allerdings in der Quellsprache. In Anlehnung an „Translation Memory“ werden sie auch als „Authoring Memory-Systeme“ bezeichnet und meist von denselben Herstellern entwickelt. Die Systeme schlagen bereits vorhandene Formulierungen vor, so dass der Redakteur möglichst konsistente Texte erstellen kann. Manche Systeme zeigen dabei auch an, ob bereits Übersetzungen vorliegen, womit der zu Übersetzungsaufwand besser eingeschätzt und sodann gemindert werden kann.